# Stromsburg (Nebraska)
Stromsburg es una ciudad ubicada en el condado de Polk en el estado estadounidense de Nebraska. En el Censo de 2010 tenía una población de 1171 habitantes y una densidad poblacional de 446,32 personas por km².

## Geografía
Stromsburg se encuentra ubicada en las coordenadas 41°6′59″N 97°35′26″O / 41.11639, -97.59056. Según la Oficina del Censo de los Estados Unidos, Stromsburg tiene una superficie total de 2.62 km², de la cual 2.62 km² corresponden a tierra firme y (0.1%) 0 km² es agua.

## Demografía
Según el censo de 2010, había 1171 personas residiendo en Stromsburg. La densidad de población era de 446,32 hab./km². De los 1171 habitantes, Stromsburg estaba compuesto por el 97.27% blancos, el 0.43% eran afroamericanos, el 0.17% eran amerindios, el 0.26% eran asiáticos, el 0% eran isleños del Pacífico, el 0.26% eran de otras razas y el 1.62% pertenecían a dos o más razas. Del total de la población el 1.37% eran hispanos o latinos de cualquier raza.